# 舞原賢三
舞原 賢三（まいはら けんぞう、1961年9月16日 - ）は映画・テレビドラマ作品の監督・演出家。東京都出身。日本映画監督協会所属。東京写真専門学校（現・東京ビジュアルアーツ・アカデミー）卒業。助監督時代の名義は「舞原賢二」。

## 来歴・人物
1981年に専門学校を卒業後、映画監督の鈴木則文に師事。『NIGHT HEAD』など数々の作品に助監督として携わった後、1993年の『MAESTRO』で監督デビュー。初期は主に共同テレビ作品にフリーの立場で携わったり、飯田譲治作品に演出補として参加していた。その頃の主な代表作に『木曜の怪談』『アナザヘヴン〜eclipse〜』など。
21世紀に入ってからは『百獣戦隊ガオレンジャー』より東映特撮作品を手掛ける機会が増え、『仮面ライダー』『戦隊シリーズ』『実写版セーラームーン』等に参加している。2010年には、映画『仮面ライダー×仮面ライダー×仮面ライダー THE MOVIE 超・電王トリロジー EPISODE BLUE 派遣イマジンはNEWトラル』の監督を務めた。インドネシア映画 『SATRIA HEROES REVENGE OF DARKNESS』を監督の後、海外の映画作品に積極的に参加している。また、現在は、音楽大学の講師も務めている。

## 監督作品

### テレビ
- MAESTRO（1993年 - 1994年、フジテレビ）
- 木曜の怪談 怪奇倶楽部（1995年 - 1996年、フジテレビ）
- 新 木曜の怪談 サイボーグ（1996年、フジテレビ）
- 木曜の怪談 悪霊学園（1997年、フジテレビ）
- 幻想ミッドナイト（1997年、東映・テレビ朝日）
- エコエコアザラク（1997年、円谷映像・テレビ東京）
- 七瀬ふたたび 超能力者・完全抹殺（1998年、テレビ東京）
- 仮面天使ロゼッタ（1998年、円谷映像・テレビ東京）
- なっちゃん家（1998年、テレビ朝日）
- 千年王国III銃士ヴァニーナイツ（1999年、円谷映像・テレビ朝日）
- アナザヘヴン〜eclipse〜（2000年、テレビ朝日）
- スーパー戦隊シリーズ（東映・テレビ朝日）
  - 百獣戦隊ガオレンジャー（2001年 - 2002年）
  - 忍風戦隊ハリケンジャー（2002年 - 2003年）
  - 特命戦隊ゴーバスターズ（2012年 - 2013年）
- 美少女戦士セーラームーン（2003年 - 2004年、東映・東映AG・電通・中部日本放送）
- アストロ球団（2005年、テレビ朝日）
- 超星艦隊セイザーX（2005年 - 2006年、東宝・テレビ東京）
- 仮面ライダーシリーズ（東映・テレビ朝日）
  - 仮面ライダー電王（2007年 - 2008年）
  - 仮面ライダーキバ（2008年 - 2009年）
  - 仮面ライダーオーズ/OOO（2010年 - 2011年）
  - 仮面ライダーウィザード（2012年 - 2013年）
  - 仮面ライダードライブ（2014年 - 2015年）
- トミカヒーロー レスキューファイアー（2009年 - 2010年、日活・テレビ愛知）
- クロステイル ～探偵教室～ （2022年、東海テレビ・フジテレビ）

### オリジナルビデオ
- 闘牌伝アカギ（1995年、竹書房）
- 雀魔アカギ（1997年、竹書房）
- 美少女戦士セーラームーン Special Act.（2004年、東映・東映AG・バンダイビジュアル・電通・中部日本放送）
- はぐれ組VS忍者（2012年）

### 映画
- トワイライトシンドローム〜卒業〜（2000年）
- ゲット・イット・オン?（2001年）
- OH!ノーパンツ・ガールズ（2005年）
- 仮面ライダー×仮面ライダー×仮面ライダー THE MOVIE 超・電王トリロジー EPISODE BLUE 派遣イマジンはNEWトラル（2010年、東映）
- SATRIA HEROES REVENGE OF DARKNESS （2017年　Satria Heroes Films） インドネシア映画

配信ドラマ
　•再会、そしてスキップ（2023年　ごっこ倶楽部）
書籍
　•エンタの巨匠（2023年　中山淳雄著　日経BP）

## 関連人物
- 鈴木則文
- 飯田譲治